# HAM-2mm
A 2 mm-es amatőrsáv a milliméteres hullámú tartományban lévő rádióhullám, rádióamatőrök számára kijelölt sáv.  A kijelölt frekvenciatartomány: 134 – 141 GHz.

## Terjedési sajátosságai
A 2 mm-es amatőrsáv a milliméteres hullámú rádiófrekvenciás tartományban van, ezért leginkább a milliméteres  hullámokra jellemző terjedési tulajdonságai vannak.
Ezen a sávon a hullámok terjedését a sűrű eső vagy erős hózápor csillapítja.
- direkt terjedés

## A 2 mm-es amatőrsávra vonatkozó nemzetközisávterv[3]
| ITU 1                                                                               | ITU 2 | ITU 3 |
| ----------------------------------------------------------------------------------- | ----- | ----- |
| 134–136 GHz 1. AMATŐR 2. MŰHOLDAS AMATŐR 3. Rádiócsillagászat                       |       |       |
| 136–141 GHz 1. RÁDIÓCSILLAGÁSZAT 2. RÁDIÓLOKÁCIÓ 3. Amatőr 4. Műholdas amatőr 5.149 |       |       |

- 5.149 - Frekvenciák kijelölésekor olyan más szolgálatok állomásai számára, amelyeknek a 136−148,5 GHz sáv fel van osztva, kívánatos, hogy az igazgatások minden gyakorlatilag lehetséges intézkedést megtegyenek annak érdekében, hogy a rádiócsillagászati szolgálatot a káros zavarástól megvédjék. Űrállomások és légijármű állomások adásai különösen komoly zavarforrást jelenthetnek a rádiócsillagászati szolgálatnak (lásd a 4.5 és a 4.6 Bekezdést, valamint a 29. Cikket). (WRC‑07)

## A sávblokk Magyarországon érvényessávterve[4]
| 134–136 GHz       | 134–136 GHz | 134–136 GHz | 134–136 GHz | 134–136 GHz | 134–136 GHz                    | 134–136 GHz                   | 134–136 GHz          |
| A                 | B           | C           | D           | E           | F                              | G                             | H                    |
| ----------------- | ----------- | ----------- | ----------- | ----------- | ------------------------------ | ----------------------------- | -------------------- |
| AMATŐR            |             | P           | 1           | K           | Amatőrrádiózás                 | ECC/REC/(02)01 MSZ EN 301 783 | 3. melléklet 7. pont |
| MŰHOLDAS AMATŐR   |             | P           | 1           | K           | Műholdas amatőrrádiózás        | ECC/REC/(02)01 MSZ EN 301 783 | 3. melléklet 7. pont |
| Rádiócsillagászat |             | P           | 2           | K           | Rádiócsillagászat alkalmazásai |                               |                      |
| 136–141 GHz       |             |             |             |             |                                |                               |                      |
| RÁDIÓCSILLAGÁSZAT |             | P           | 1           | K           | Rádiócsillagászat alkalmazásai |                               |                      |
| RÁDIÓLOKÁCIÓ      | 5.149       | E           |             |             |                                |                               |                      |
| Amatőr            | 5.149       | P           | 2           | K           | Amatőrrádiózás                 | ECC/REC/(02)01 MSZ EN 301 783 | 3. melléklet 7. pont |
| Műholdas amatőr   | 5.149       | P           | 2           | K           | Műholdas amatőrrádiózás        | ECC/REC/(02)01 MSZ EN 301 783 | 3. melléklet 7. pont |

- Az A oszlop meghatározza az adott sávhoz rendelt egyes rádiószolgálatokat
- A B oszlop meghatározza a vonatkozó lábjegyzetet, a harmonizált katonai sávra
- A C oszlop meghatározza a polgári, a nem polgári vagy az együttes célú használatra történő felosztást. A polgári célú felosztást P, a nem polgári célút N és az együttes célút E jelöli.
- A D oszlop meghatározza az alkalmazás jellegét. Az elsődleges jelleget 1-es, a másodlagos jelleget 2-es, a harmadlagos jelleget 3-as szám jelöli.
- Az E oszlop meghatározza az alkalmazás használatbavételi lehetőségét. A kijelölt kategóriát K, a tervezett kategóriát T jelöli.
- Az F oszlop meghatározza az alkalmazás megnevezését.
- A G oszlop tartalmazza a vonatkozó nemzetközi és hazai dokumentumokra hivatkozásokat
- A H oszlop tartalmazza a frekvenciasávok használata során alkalmazandó további rádióspektrum-gazdálkodási követelményeket és jellemzőket, valamint sávhasználati feltételeket.

## Felosztása[5]
| Frekvenciatartomány (Hz) | Frekvenciatartomány (Hz) | Használható adóteljesítmény (W) | Használható adóteljesítmény (W) | Használható adóteljesítmény (W) | Használható sávszélesség (Hz) | Üzemmód/felhasználás                                     | Engedélyezett adásmód | Engedélyezett adásmód | Engedélyezett adásmód |
| Kezdete                  | Vége                     | Kezdő                           | CEPT                            | HAREC                           | Használható sávszélesség (Hz) | Üzemmód/felhasználás                                     | Kezdő                 | CEPT                  | HAREC |
| ------------------------ | ------------------------ | ------------------------------- | ------------------------------- | ------------------------------- | ----------------------------- | -------------------------------------------------------- | --------------------- | --------------------- | --- |
| 134000000000             | 134001000000             | 0                               | 0                               | 30                              |                               |                                                          |                       |                       | A1A, A1B, A1C, A1D, A2A, A2B, A2C, A2D, A3C, F1A, F1B, F1C, F1D, F2A, F2B, F2C, F2D, F3C, F3E, F3F, J2A, J2B, J2C, J2D, J2E, J3C, J3E, R3E           |
| 134001000000             | 134928000000             | 0                               | 0                               | 30                              |                               | Műholdas összeköttetések, bármely adásmód                |                       |                       | A1A, A1B, A1C, A1D, A2A, A2B, A2C, A2D, A3C, A3E, F1A, F1B, F1C, F1D, F2A, F2B, F2C, F2D, F3C, F3E, F3F, J2A, J2B, J2C, J2D, J2E, J3C, J3E, J3F, R3E |
| 134928000000             | 134930000000             | 0                               | 0                               | 30                              | 2700                          | Bármely kekenysávú adásmód 134930000000 - aktivitásközép |                       |                       | A1A, A1B, A1C, A1D, A2A, A2B, A2C, A2D, A3C, A3E, F1A, F1B, F1C, F1D, F2A, F2B, F2C, F2D, F3C, F3E, F3F, J2A, J2B, J2C, J2D, J2E, J3C, J3E, J3F, R3E |
| 134930000000             | 136000000000             | 0                               | 0                               | 30                              |                               | Műholdas összeköttetések, bármely adásmód                |                       |                       | A1A, A1B, A1C, A1D, A2A, A2B, A2C, A2D, A3C, A3E, F1A, F1B, F1C, F1D, F2A, F2B, F2C, F2D, F3C, F3E, F3F, J2A, J2B, J2C, J2D, J2E, J3C, J3E, J3F, R3E |
| 136000000000             | 141000000000             | 0                               | 0                               | 30                              |                               | Műholdas összeköttetések, bármely adásmód                |                       |                       | A1A, A1B, A1C, A1D, A2A, A2B, A2C, A2D, A3C, A3E, F1A, F1B, F1C, F1D, F2A, F2B, F2C, F2D, F3C, F3E, F3F, J2A, J2B, J2C, J2D, J2E, J3C, J3E, J3F, R3E |

## Gyakorlati felhasználása
A hullámhossz méretéből adódóan már kis méretben is készíthetőek nagy nyereségű antennák, így lehetőség van kísérletezni műholdas kommunikációval. Az antennakészítés ezen a sávokon precíz, finommechanikai munkát igényel.
Amatőr használatra széles sáv került kijelölésre, így lehetőség van szélessávú üzemmódok használatára.
A sáv használata kevéssé elterjedt, mivel csak drágább készülékekbe van beleépítve ennek a sávnak a használati lehetősége. Saját készülék építése erre a sávra nagy gyakorlatot igényel, valamint ezen a frekvencián megbízható alkatrészek beszerzése is költséges.